# Брендон Ли
Брендон Брус Ли (енгл. Brandon Bruce Lee; Оукланд, 1. фебруар 1965 — Вилмингтон, Северна Каролина, 31. март 1993) је био амерички глумац. Био је син Бруса Лија и Линде Ли Емери. Брендон Ли је грешком реквизитера погинуо на снимању филма Врана. У тренутку смрти је имао 28 година.
Брендон Ли је рођен у Оукланду, Калифорнија, син мајстора борилачких вештина и глумаца Брус Лија и Линде Емери. Недељу дана после његовог рођења, његов деда Ли Хои-Чуен је умро. Породица се преселила у Лос Анђелес када је имао три месеца. Када су понуде за филмске улоге постале ограничене за његовог оца, он и његова породица су се преселили назад у Хонгконг 1965.
Када је Брендон је имао осам година, његов отац је умро изненада од отока мозга (Cerebral edema). После очеве смрти, његова породица (укључујући и његову млађу сестру, Шенон Ли) се преселила назад у Сједињене Државе. Кратко су живели у родном граду њихове мајке у Сијетлу, Вашингтон, а затим у Лос Анђелесу, где је Ли одрастао у богатој области Ролинг Хилс.
Похађао је средњу школу Чедвик, али је затражено да је напусти због непоштовања наредбе - прецизније, због вожње низ школско брдо уназад, само три месеца пре дипломирања. Није познато када тачно, али је кратко време присуствовао Бишоп Монтгомери гимназији, која се налази у Торенсу, Калифорнија. Добио је диплому Општег Образовног Развоја у 1983, са 18 година, а онда је отишао на Емерсон колеџ у Бостону, Масачусетс, где је студирао у позоришту. После годину дана, Ли се преселио у Њујорк, где је узимао часове глуме у чувеном Ли Страсберг позоришном и филмском институт и био део америчког новог театра група коју је основао његов пријатељ Џон Ли Хенкок. Највећи део знања о борилачким вештинама Ли је научио од најбољих студената његовог оца - Дена Иносантоа и Ричарда Бустилоа.